# Catocala erichi
Catocala erichi là một loài bướm đêm trong họ Erebidae.